# FC Tatabánya
Az OPUS TIGÁZ Tatabánya (korábban Tatabányai Bányász, Tatabányai Bányász Sport Club (TBSC), Lombard FC Tatabánya (LFC Tatabánya), Tatabánya FC egy magyar labdarúgócsapat, székhelye Tatabánya.

## Története

### A kezdetek (1910–1947)

A TSC 1913–14-es bajnokcsapata

A Tatabányai Sport Clubot 1910. február 6-án alapította Frei Ferenc bányamérnök, akit a klub elnökévé választottak, Szmuk Lajost pedig titkárrá. Miután májusban a labdarúgócsapat hivatalos engedélyt kapott a Belügyminisztériumtól, Tatabányán is rendezhettek futballmérkőzést. Az egyesület színe már ekkor is kék-fehér volt, s megszületett a jelszava is: „Bátorság, erő, férfiasság!”. Habár ebben az időben már több nagyvárosban (Debrecen, Diósgyőr, Győr, Pozsony) létrejöttek labdarúgóklubok, a korabeli sporthírlap 1913-ban mégis a tatabányait nevezte a legjobb Budapesten kívüli csapatnak.
Az I. világháború megbénította a labdarúgást a városban, de az 1920-as évekre már egyértelműen a legnépszerűbb sport volt Tatabányán, és a csapat is sikeresen szerepelt, rendre a nyugati alosztály élmezőnyében. Az 1925-26-os idényben vezették be a magyar labdarúgásban a profizmust, ám mivel a tatabányaiak ennek költségeit nem tudták vállalni, az amatőrök közé került a csapat. Ezt követően egy kevésbé emlékezetes időszaka következett a bányászvárosi focinak: az erősen hullámzó teljesítmény bő két évtizedig tartott.

### Az elsőosztályba kerülés (1947-1957)
Változás a II. világháborút követően történt, amikor az élvonal küszöbére ért a csapat, s az 1947-48-as szezonban sikerült is feljutniuk az akkor a világ elitjébe tartozó magyar labdarúgás felsőházába. A nehézipart támogató pártpolitikai irányelvek jótékonyan hatottak a tatabányai csapatra is, amely a lehetőségeit kihasználva erős összeállításban kezdhette meg a bajnoki idényt: Gál–Triff-Árkosi, Szabó, Kiss–Zárai, Majtán–Dóra, Berki, Balla, Dobos, Lázár. Mindennek ellenére a csapat végül a 13. helyen végzett és visszaesett a másodosztályba. Ezután három évet kellett várni az újabb bajnoki címre és az ezzel járó feljutásra. A második próbálkozás sem járt több sikerrel, mint egykor az első, a 16. helyen végzett csapat újból a másodosztályba került, s egészen 1955-ig a második vonalban szerepelt.
1955-ben aztán már nem csak „átszállójegyet váltott” a csapat az élvonalba: az 1956-os forradalom félbeszakította az az évi őszi bajnokságot, az 1957-es (tavaszi) szezonban 7., a következő évben pedig 4. lett a csapat, minden addigi eredményt messze túlszárnyalva, s ezzel hivatalosan is a tatabányai gárda lett a legjobb vidéki egylet (1957-58-ban csak az MTK, a Budapest Honvéd és a Ferencváros, 1958-59-ben a Csepel, az MTK, a Budapest Honvéd, a Budapesti Vasas és az Újpesti Dózsa előzte meg; a kort tehát hatalmas fővárosi fölény jellemezte, a fővároson kívüli csapatok közül a tatabányain kívül a Diósgyőri Vasas, a Szombathelyi Haladás és a Dorogi Bányász tudott megkapaszkodni a középmezőnyben). Ebben a sikeres időszakban védte a tatabányai csapat kapuját az Aranycsapat hálóőre, Grosics Gyula (1957-től 1963-ig), akit az 1954-es svájci világbajnokság döntőjében elszenvedett vereségért azzal büntetett a szocialista vezetés, hogy egészen a karrierje végéig (1963) a Tatabányai Bányász csapatába száműzte.

### Nemzetközi szereplés, virágzás (1957–1988)
A bajnokságban elért 7. helyezésnek köszönhetően az első nemzetközi kupaszereplésre is sor került Lakat Károly vezetésével, a Duna-kupa első fordulójában azonban két vereséggel búcsúzott a gárda. Az 1957–58-as szezonban elért negyedik helyezés a Közép-európai kupában való indulásra jogosította fel a csapatot, amely óriási sikert hozott: az ekkor már Tatabányai Bányász Sport Club néven működő egylet a döntőben a Bratislava együttesén is felülkerekedett. Azt, hogy az együttest ekkor már nemzetközi porondon is jegyezték, az is jelzi, hogy 1962-ben a csapat egy nyári nemzetközi torna keretében a nyugatnémet 1. FC Kaiserslautern, a holland Ajax, a francia AS Nancy és a svájci Servette Genf ellen futballozott.
Az 1964-es év azért emlékezetes a tatabányai szurkolók számára, mert Tokióban két tatabányai játékos, Csernai Tibor és Gelei József olimpiai bajnok lett. Eközben a csapat többi tagja egy ázsiai nemzetközi tornán vett részt, ahol indiai, orosz és burmai csapatokkal játszottak mérkőzéseket. A legnagyobb sikert a CSZKA Moszkva elleni mérkőzés jelentette, amit a TBSC 65 000 néző előtt nyert meg 1:0-ra.
Az 1966-os idényben a csapat a legjobb nyolc közé jutott a közép-európai kupában, de ott veszített a később a kupát megnyerő Fiorentina ellen. A Tatabánya akkori edzője Hidegkuti Nándor volt, aki pár évvel korábban az olasz csapat trénere volt. Az angliai világbajnokságon Gelei József és Szepesi Gusztáv képviselte a TBSC-t a brazilverő, 6. helyen végzett csapatban. Az 1968-as mexikóvárosi olimpián ismét két labdarúgó lett olimpiai bajnok a TBSC-ből: Menczel Iván és Szepesi Gusztáv.
Az 1972-es müncheni olimpián ismét két labdarúgó szerepelt az olimpiai válogatottban: Rothermel Ádám és Tóth Kálmán, akik ezüstérmet szereztek a magyar csapat tagjaiként. Ebben az évben jutott először a tatabányai csapat a magyar kupa döntőjébe, ahol a Ferencváros 1-0-ra legyőzte a TBSC-t. A tatabányai csapat ezekben az években a magyar futball meghatározó együttese volt.
Az 1972-73-as szezonban a bajnokságban csak a 11. helyen végzett a társaság, a Közép-európai kupában viszont jó sorozatot produkálva, az élen végzett. A csoportban négy mérkőzést játszott, melyből hármat megnyert: Dinamo Zagreb (1-0, 0-1), FC Bologna (3-0, 2-1). Majd a döntőben a címvédő jugoszláv Celik Zenica együttesét oda-vissza egyaránt 2-1-re legyőzte. A csapat a döntőben így állt fel: Csepecz – Hernádi, Kovács I., Laczkó, Horváth L. – Horváth F., Göröcs (Arany) – Szabó, Takács (Zöldi), Köműves, Nagy.
Az 1973-74-es bajnokságban az 5. helyen végzett a csapat, Köműves Mihály pedig 15 bajnoki gólt szerzett. A Közép-európai kupában ismét nyert a csapat, így megvédte a címét. A selejtezőkben két-két győzelem és döntetlen volt a mérleg – Bregenz Vorarlberg (5-1, 1-1), Lanerossi Vicenza 1-0, 1-1) – a döntőben pedig a Csehszlovák ZVL Zilina együttesét kettős győzelemmel verte meg (3-2, 2-0). A döntőben a következő csapat lépett pályára: Brünyi – Hernádi, Néder, Kovács I., Horváth L. – Arany (Laczkó), Sallói – Szabó, Takács (Göröcs), Köműves, Tóth K. 
A két Közép-európai kupagyőzelem időszakában dr. Lakat Károly volt a  vezetőedző.
Az együttes az 1980-as években az egyik legjobb magyar csapat lett. 1981-ben az UEFA kupában a Tatabánya 2-1-re legyőzte a Real Madridot és a visszavágón is csak 1-0-ra kapott ki. A nyolcvanas évek egyik legjobb csapata: Kiss–Szabó, Lakatos, Fejes, Fischer, Emmer, Csapó, Hermann, P. Nagy, Kovács, Weimper.
Ebben az időszakban olyan neves edzők irányították a csapatot, mint a városba visszatérő Lakat Károly, Dalnoki Jenő, vagy Temesvári Miklós. A pályán együtt játszott a legendás csatártrió: Kiprich–Plotár–Vincze, s ennek is köszönhetően a Tatabánya 1985-ben majdnem megnyerte a magyar kupát. Ezekben az időkben a nemzetközi kupákban olyan patinás csapatok látogattak Tatabányára, mint a francia St. Étienne, az osztrák Rapid Wien, a nyugatnémet VFB Stuttgart vagy a portugál Guimarães.

### Mélypont és feltámadás (1988–2002)
A csúcsot az 1988-as bajnoki 2. helyezés jelentette, amit követett a politikai rendszerváltás után a kiesés, majd mélypontként 1993-ban az NB III-ban való indulás. A sztárok külföldre igazoltak, s mivel a politikai rendszerváltás miatt a nagyvállalatok csődbe jutottak, ez a veszély fenyegette a sportklubokat is. A bányának befellegzett, s úgy nézett ki, hogy a TBSC csillaga örökre eltűnt a magyar futball egéről.
Ekkor azonban Bíró Péter, egy budapesti üzletember átvette a csapatot, mikor is a Tatabánya az NB II-es bajnokság (ez a harmadosztályt jelentette akkor) utolsó helyén állt 6 ponttal. 1998 nyarán egy megnyert osztályozó mérkőzést követően a csapat (már Lombard FC Tatabánya) feljutott a másodosztályú bajnokságba. A külföldről hazatérő Kiprich József vezetésével a csapat hatalmas fölénnyel megnyerte a bajnokságot, s bejutott a Magyar Kupa döntőjébe. Itt óriási vihart kavaró játékvezetői ténykedést követően 2:1-re alulmaradt a Debrecen együttesével szemben.
A következő idényben a csapat elindult a legmagasabb osztályban, ahol óriási bravúrral a 4. helyen zárt. Ekkor (2000-ben) a csapat szerepelt az Intertotó-kupában, ahol 3 forduló után, a feröeri HB Tórshavn (4:0, 3:0) és a horvát HNK Cibalia (3:2, 0:0) kiejtését követően a Zenit Szentpétervár ellen esett ki (1:2, 1:2). A következő évben a csapat megnyerte a magyar bajnokság alapszakaszát, de a tavaszi szezonra meggyengült és ismét búcsúzni kényszerült a magyar élvonaltól. Ennek ellenére ismét indulhatott az Intertotó-kupában, ahol három kör után, az örmény FC Shirak (2:3, 3:1), a moldáv Tiligul Tiraspol (1:1, 4:0) kiejtését követően az olasz Brescia Calcio együttese ellen vérzett el kiélezett csatában (1:2, 1:1) a tatabányai csapat.

### Visszajutás az élvonalba és újabb mélypont (2002–2008)
2002 nyarán Bíró Péter távozott Szombathelyre, s helyét az Auto Trader vette át. Az amerikai David Altomare tulajdonában lévő Auto Trader Kft. mellett 2002 nyarán a tatabányai önkormányzat is részesedést vállalt a helyi labdarúgásban, hosszú távra megoldva a csapat gondjait. A 2002-2003-as újabb másodosztályban eltöltött idény után sokáig úgy tűnt, hogy a 2003-2004-es szezon is elúszik, hiszen a téli pihenőre úgy vonult a csapat, hogy kieső helyen állt. Ám tavasszal Détári Lajos vezetésével nagyszerű sorozatot produkált a csapat és nem sokon (egészen pontosan 6 ponton) múlott, hogy a kibővített elsőosztályba feljutási lehetőséghez jutó hat csapat közé nem került be.
Ez a lendület a következő évben nem állt meg,  a 3. másodosztályú szezonban (2004-2005) toronymagasan nyerve (19 győzelem, 5 döntetlen 2 vereség, 74-19-es gólarány) a második vonalat ismét kivívta az NB I-es tagságot. Ebben a szezonban a csapat megdöntött egy hosszú veretlenségi rekordot is, hiszen nem csak beállította az eddigi veretlenségi sorozatot, hanem még egyet rá is húzott. Így az új rekord Sisa Tibor edző vezérletével 18 veretlen mérkőzés. A feljutásból oroszlánrészt vállalt a tatabányai közönség új kedvence, Márkus Tibor, aki az összes tatabányai gól felét, 37 gólt szerzett a 26 mérkőzés során.
Az elsőosztálynak nem a legkedvezőbb előjelekkel vágott neki 2005-ben a Tatabánya, mivel köztudottan a legkisebb költségvetéssel gazdálkodott és sokan kiesőjelöltnek könyvelték el a csapatot, a csapat azonban reménykedett abban, hogy sikerül a középmezőnybe kerülni. Minden várakozást felülmúlva a mezőnytől hamar meglépő Debrecen, Újpest, Fehérvár és MTK mögött a középmezőny legelején, az 5. helyen végzett. A korábbi másodosztályú gólkirály, Márkus Tibor 19 góllal a második helyen végzett a góllövőlistán.
2006 nyarán a várakozásoknak megfelelően nagy volt az érdeklődés a meglepetéscsapat meghatározó játékosai iránt (Tóth Zoltán, Deme Imre), ám sokáig úgy tűnt, a csapat gerincét és a gólvágó Márkus Tibort sikerül megtartani. Ám utóbbi a 2006-2007-es idény első két fordulójában rúgott három gólja után Ciprusra, a bajnoki címvédő Apollon Limassol csapatába igazolt. A csapat elsősorban az igazolt középpályások (Goran Jezdimirović, Csopaki István, Gulyás Gábor) által erősödött, ám Márkus távozásával csatárhiány lépett fel. Ez meg is mutatkozott a csapat eredményein, s szezon közben menesztették a sikeredzőt, Sisa Tibort. Helyére a korábbi tréner Tornyi Barnabás érkezett, aki a kilátástalan helyzetben is benntartotta a Tatabányát, többek között az Újpest legyőzésével, ahol a győztes találat Maradonát idézte, Kerényi kézzel ütötte a győztes gólt. Szerencsével tehát, NB1-es maradt a gárda. Nyáron azonban kiszállt a névadószponzor, ezért a visszalépés is felmerült. Végül Kouemaha rekordösszegért való eladása megoldotta a gondokat, de a kameruni támadón kívül rengeteg meghatározó játékos távozott. Gyakorlatilag a teljes védelem (Kerényi, Rajnay, Vámosi) távozott, s ez meg is látszott a csapaton, 5 vesztes forduló után a nyáron érkezett edző Mészáros Ferenc távozott, helyét a felvidéki Borbély László foglalta el.
Borbély László sem ígérkezett sikeres edzőnek, (bár a játékosok már itt tudták, hogy nem lesz világítás, ennek következtében jövőre csakis NB II. lehet) rögtön az első meccsén csapata 7-0-ára kapott ki a Fehérvártól. Borbély keze alatt a csapat az őszi szezonból maradt 10 meccsen mindössze 2 döntetlent és egy győzelmet tudott elérni.Borbély és a csapat útjai barátságban elváltak.
A téli szezonban edzőváltás elé nézett a csapat, Török József Détári Lajost akarta, David Altomare pedig Octavio Zambranót. Altomare akarata érvényesült, az ecuadori szakember foglalta el a csapat kispadját, bár csak képletesen, hiszen nem rendelkezett európai Pro-licenccel, ezért Dajka Lászlót szerződtették a csapathoz szakmai koordinátornak. A téli szünetben az is kiderült, hogy a csapat nem ad be a következő évre licencet az NBI-es indulásra, és a világítás hiánya miatt az MLSZ (Magyar Labdarúgó-szövetség) száműzte őket saját pályájukról, így a világítással rendelkező, de szörnyű állapotban lévő BVSC Stadionban kellett a Tatabányának a hazai meccseit lejátszani, a Vasas és a Győri ETO ellen még beengedtek 600 nézőt (100 tatabányai, és 500-500 Győr illetve Vasas szurkolót, annak ellenére, hogy a Tatabánya játszott "otthon")aztán a hátralévő "hazai" meccseket zárt kapuk mögött kellett rendezni, hisz a Rendőrség nem ítélte biztonságosnak a pályát.
A tavaszi szezonban Zambrano sem tudott csapatot kovácsolni, de nem volt ami a játékosokat motiválja.A csapat ismét csak 5 pontot szerzett, igaz 3-at úgy, hogy a Sopront kizárták, és minden NB I-es csapat megkapta az ellenük járó 3 pontot.
A Tatabánya tehát a 2008/2009-es szezont az NB II nyugati csoportjában kezdte, olyan csapatok társaságában, mint a Gyirmót, a Pécs vagy a Pápa.

### NB II 2008
A klub kerete teljesen átalakult.Mindössze három játékos(Vámosi Csaba, Almási László, Farkas Viktor)maradtak a csapatban. A nyár folyamán toborzón szedte össze játékosait a Tatabánya. Így félve a kieséstől, a középmezőnyt megcélozva célként vágott neki a csapat az NBII-es bajnokságnak, rendkívül fiatal 17-22 éves játékosokból álló kerettel. Az első 3 forduló után 3 vereséggel, rúgott gól nélkül állt a csapat. Aztán a Barcs ellen idegenben a 4. fordulóban 3:2-re megnyert mérkőzéssel megtáltosodott a csapat. A Barcs elleni meccsel együtt 8 meccsen keresztül veretlen maradt a csapat, és olyan csapatokkal szemben ért el jó eredményeket mint a Lombard Pápa ellen idegenben 1:1,vagy a Felcsút ellen otthon 2:0. Aztán megint egy 3 meccses vereség sorozat következett, míg az utolsó fordulóban a Bajai LSE ellen 3:2-re nyert ismét a csapat. Végül az Integrál DAC ellen megóvott meccsen is megkapta a Bányász a 3 pontot, így az őszi szezon után várakozásokon jóval feljebb teljesítve a 4. helyen végzett a csapat. A téli szünetben is sok volt az érkező és a távozó, de a csapat gerince nem változott. A második félévben is rendkívül kiegyensúlyozott játékot produkált a tatabányai csapat, többek között legyőzte a feljutásra áhítozó Pécs csapatát. A csapat jó szereplésének köszönhetően tudta tartani a negyedik helyet a bajnokságban. 2009 nyarán tulajdonosváltás történt, távozott az eddigi tulajdonos, az amerikai David Altomare és cége, a csapatot Tatabánya Önkormányzata vette szárnyai alá. Az eddigi sikeredzőket, Octavio Zambranót és Dajka Lászlót elküldték, az új edzőpáros a P. Nagy László, Mátyus János duó lett. A nyár folyamán rengeteg játékos távozott a keretből, többen az NB I-be.

### 2015-2016 a nemzeti bajnokság és a gazdasági társaság vége
Az olasz Massimiliano Caroletti vezérletével csődbe jutott a gazdasági társaság, ám nagymúltú klub utánpótlást nevelő egyesülete, a TASK, vagyis új néven TFCE 2016-ban elindította első felnőtt csapatát a Komárom-Esztergom megyei III. osztályból, ahová az olasz játékosok miatt játéklehetőséget nem kapó fiatalok játszottak. A jelenleg a megye 1-ben szereplő tatabányai csapat, amelyben több egykori neves tatabányai labdarúgó működik közre edzőként, folytatja a hagyományokat és 2018. július 1-től ismét a Tatabányai Sport Club keretein belül folytatják a város labdarúgását. A fiatal felnőtt csapat olyan szakmai irányítás alatt végzi a felkészülést és visszatérést a nemzeti bajnokságba, mint P. Nagy László, Csapó Károly, Plotár Gyula, Lakatos Károly és sok fiatal, lelkes edző segíti a folyamatos felkészülést. A fiatalok egy nagy közösséget teremtve, nem foglalkozva a bajnokság szintjével, végzik az edzésmunkát, hiszen a cél adott, mielőbb visszatérni a nemzeti bajnokságba.

### 2016 – megyei bajnoki szereplések
2016-ban már látszódott, hogy a Kft. gazdasági helyzete kimondottan instabil, a NBIII-ban bevezetett szabály, mely szerint külföldi játékos pályára léptetése automatikus támogatásmegvonást jelent az utánpótlás nevelő egyesülettől, ez ellehetetlenítette az olasz tulajdonos elképzelését, miszerint külföldi játékosokkal jusson fel az NBII-be. A gazdasági társaság folyamatos tartozásai a városi támogatók kedvét is folyamatosan aláásta, így nemcsak a város vezetésével, de az utánpótlás nevelő egyesülettel is megromlott a felnőtt csapat viszonya. Ez vezetett ahhoz, hogy városi vezetés támogatását élvezve a TASK (TFCE) a 2016-os évben elindította felnőtt csapatát a Komárom-Esztergom megyei III. osztályú bajnokságban. A csapatban zömmel a felnőtt csapatból kimaradt játékosok, valamint a hozzájuk csatlakozott utánpótlás korú játékosok alkották, akik így hétvégenként 2-3 mérkőzésen játszottak. A 2016-os őszi szezon nagyon nehezen állt össze, hiszen a fiatal játékosok – nem szokva a felnőtt labdarúgás keménységét és megyei színvonalú pályák egyenetlenségeit – 13 győzelemmel és 2 döntetlennel zárták az idényt. 2016 tele sorsdöntő lett a tatabányai labdarúgásban, a felnőtt csapat vezetése és az utánpótlás egyesület vezetése között elmérgesedett a viszony. A télen – már hónapok óta fizetésüket váró tatabányai játékosok – már nem kívántak tovább a Massimiliano Caroletti csapat által vezetett felnőtt csapat haláltusájához asszisztálni, csatlakoztak 2017 januárjától a TFCE utánpótlás nevelő egyesület felnőtt csapatához, csakúgy mint a szakmai vezetés. Ekkor mindent egy lapra feltéve, újraindult a tatabányai labdarúgás – hiszen márciusban végérvényesen kizárták a Tatabányai FC Kft. csapatát a nemzeti bajnokságból, a gazdasági társaság ellen felszámolási eljárás indult, s jelenleg is zajlik a volt olasz ügyvezető elleni vizsgálat. A megerősített TFCE csapata pedig 2017 tavaszán már veretlenül fejezte be a megye III. osztályú bajnokságbeli szereplést, feljutva ezzel a megyei II. osztályba. 2017 tavaszától a stabilan működő kisegyesület egyre inkább elnyerte a közönség és a játékosok szimpátiáját, egyre több – magasabb osztályban futballozó – tatabányai fiatal gondolta úgy, hogy visszatér szülővárosába a helyi labdarúgás felemelkedése érdekében. Ennek következményeképpen a 2017/18-as évben 1 vereséggel és 29 győzelemmel, több, mint 200 rúgott góllal a megyei II. osztályú bajnokságot is megnyerte a csapat, s még több fiatal tér vissza a 2018/19-es versenyévre. 2017 ősze egy újabb fordulópont volt a tatabányai labdarúgás életében, túljutva a csapat a Magyar Kupa megyei fordulóin (amelyen rendre megye I. osztályú csapatokat győzött le), az első fordulóban az NBII-es Sopron VSE együttesét kapta ellenfélül, ám az őszi estében, villanyfényes mérkőzésen 1-0 arányban legyőzte a Sopron gárdáját és jutott tovább a főtáblán a Magyar Kupa sorozatban, hatalmas meglepetést okozva ezzel a fordulóban. Ekkor már többen felfigyeltek a tatabányai fiatalokra, s méltón emlegették, hogy új dimenzió indult el a tatabányai labdarúgásban.

## Stadion

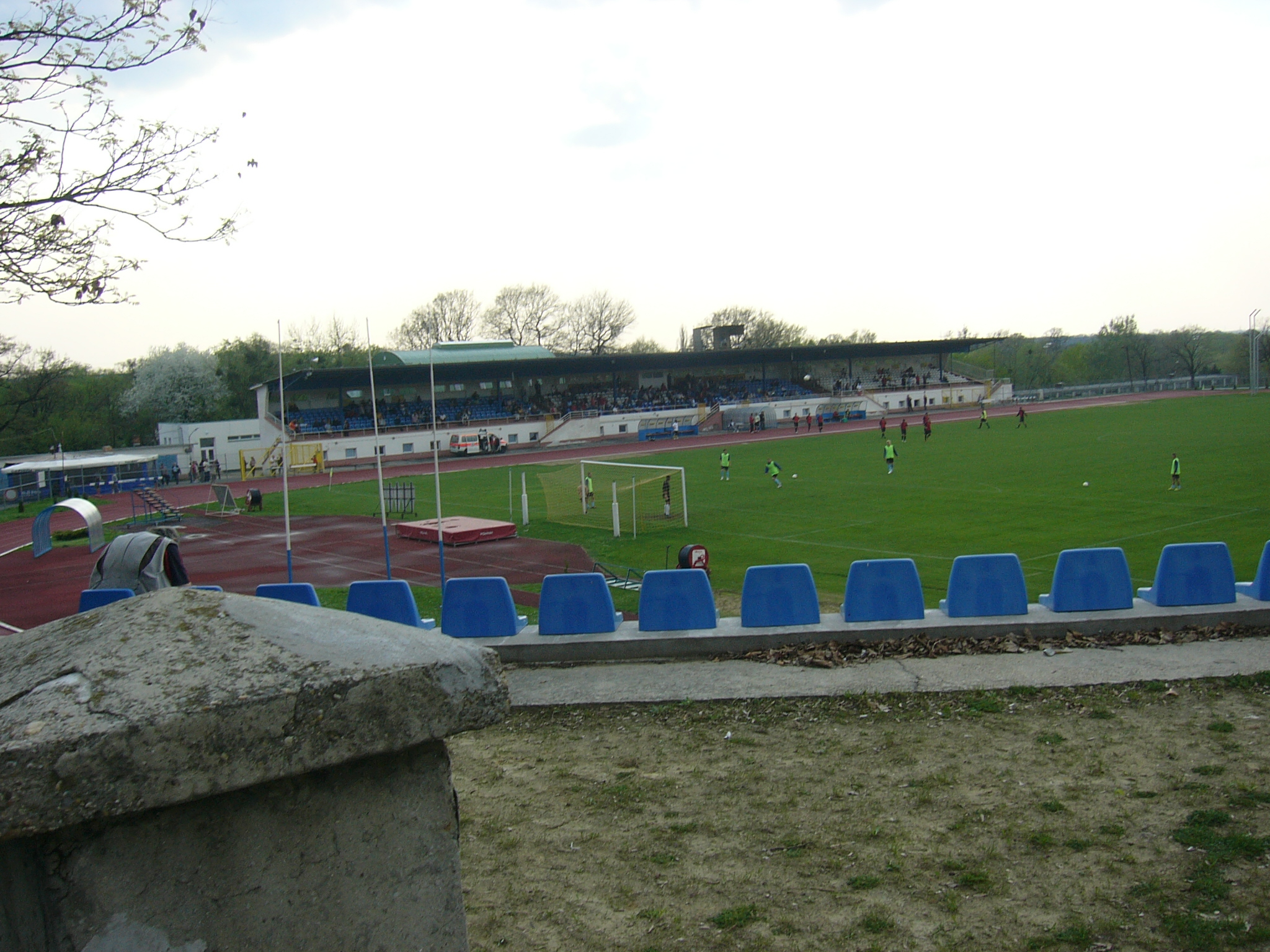
A Stadion fedett lelátója

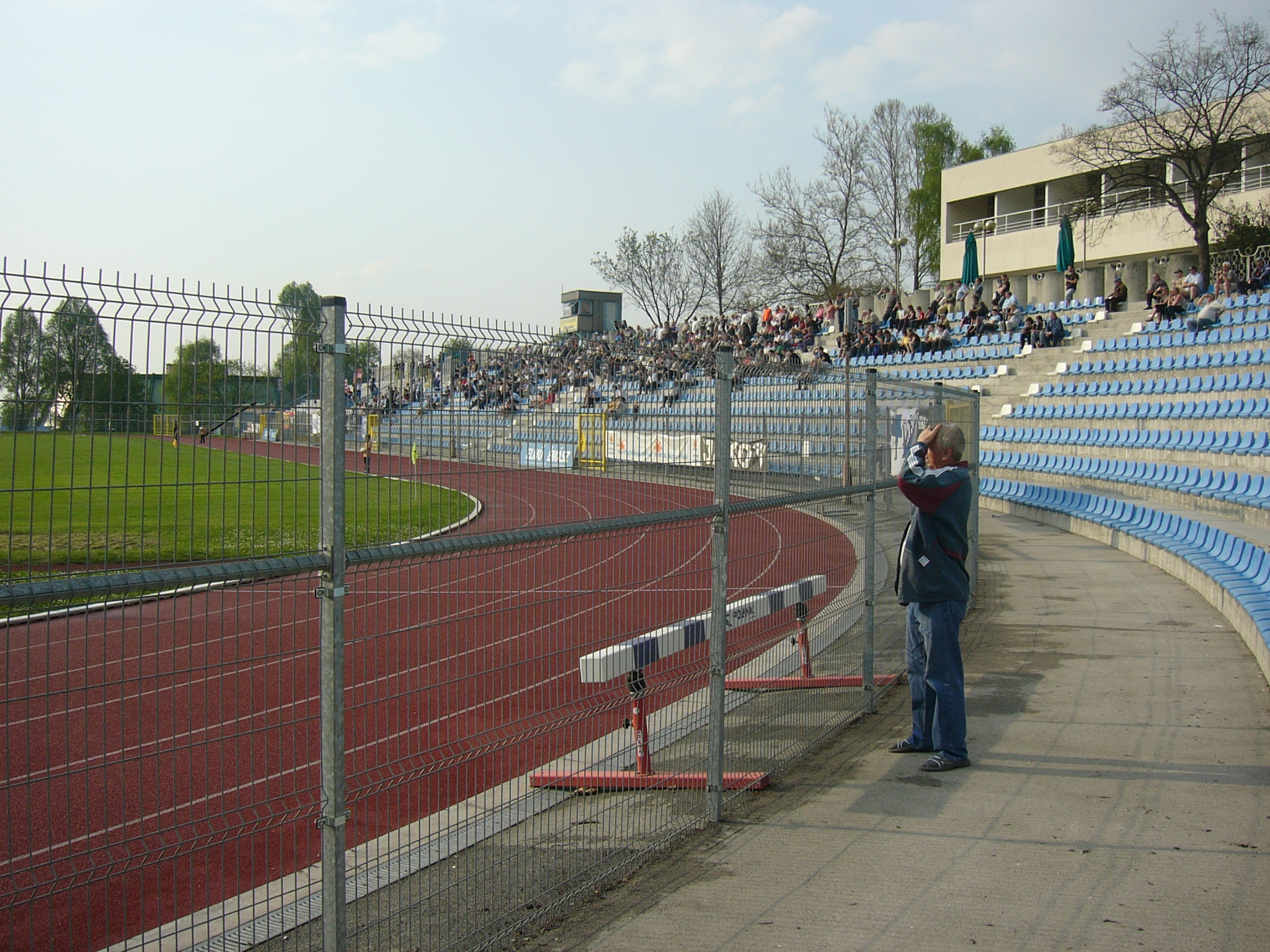
A tatabányai stadion "B-közepe"

A Tatabányai Grosics Gyula Stadion 9000 férőhelyes. 2015-ben átadásra került a pályavilágitás.
Van egy 2500 férőhelyes fedett hazai és vendég lelátó a játékoskijáró fölött, valamint a pálya másik oldalán 6500 férőhelyes fedetlen lelátó van, a hazai szurkolóknak ülőhelyes, a vendégeknek állóhelyes szektoruk van. A vendégek és a hazaiak kerítéssel vannak elválasztva.
A labdarúgó pálya körül atlétikai pálya húzódik. A lelátó székeinek színei kék-fehér.
A pálya 2007-ben lett felújítva,  esőben is kitűnően használható. A stadionhoz tartozik még a klubház, valamint egy füves és 2 db a világítással ellátott műfüves pálya.
A stadion Grosics Gyula nyolcvanhatszoros magyar válogatott, olimpiai bajnok és világbajnoki ezüstérmes labdarúgókapusról kapta a nevét, aki 1956 és 1962 között százhuszonkét bajnoki mérkőzésen védte a csapat kapuját, valamint visszavonulása után a csapat vezetőedzőjeként is dolgozott.

## Játékoskeret
| Kapusok      | Hátvédek        | Középpályások    | Támadók        |
| ------------ | --------------- | ---------------- | -------------- |
| Balla Olivér | Buna Gábor      | Csernik Kornél   | Árvai Dániel   |
| Lóth Péter   | Deutsch Bence   | Varga Dominik    | Óvári Zsolt    |
|              | Harsányi Dániel | Eördögh András   | Molnár Tibor   |
|              | Kiprich Dávid   | Katona Károly    | Richárd Jelena |
|              |                 | Kovács István    | Vass Patrik    |
|              |                 | Szegleti Gergely |                |
|              |                 | Letenyei Zalán   |                |
|              |                 | Német Dániel     |                |
|              |                 | Soltész Barnabás |                |
|              |                 |                  |                |
|              |                 |                  |                |

## Sikerlista

### Hazai
- NB I
  - Ezüstérmes (2 alkalommal): 1980–81, 1987–88
  - Bronzérmes (4 alkalommal): 1964, 1966, 1981–82, 1986–87

- NB II
  - Győztes (5 alkalommal): 1947–48, 1949–50, 1955, 1998–99, 2004–05

- Magyar kupa
  - Ezüstérmes (3 alkalommal): 1972, 1985, 1999

### Nemzetközi sikerek
- Közép-európai kupa (KK)
  - Győztes (2 alkalommal): 1973, 1974

## Bajnoki szereplések
|         |            |     |  |  |  |  |  |  |  |  |  |  |  |  |  |  |  |  |  |  |  |  |  |  |
| 2001/02 | 2.         | 6.  |  |  |  |  |  |  |  |  |  |  |  |  |  |  |  |  |  |  |  |  |  |  |
| 2002/03 | 2.         | 6.  |  |  |  |  |  |  |  |  |  |  |  |  |  |  |  |  |  |  |  |  |  |  |
| 2003/04 | 2.         | 16. |  |  |  |  |  |  |  |  |  |  |  |  |  |  |  |  |  |  |  |  |  |  |
| 2004/05 | 2.         | 1.  |  |  |  |  |  |  |  |  |  |  |  |  |  |  |  |  |  |  |  |  |  |  |
| 2005/06 | 1.         | 5.  |  |  |  |  |  |  |  |  |  |  |  |  |  |  |  |  |  |  |  |  |  |  |
| 2006/07 | 1.         | 12. |  |  |  |  |  |  |  |  |  |  |  |  |  |  |  |  |  |  |  |  |  |  |
| 2007/08 | 1.         | 15. |  |  |  |  |  |  |  |  |  |  |  |  |  |  |  |  |  |  |  |  |  |  |
| 2008/09 | 2.ny.      | 4.  |  |  |  |  |  |  |  |  |  |  |  |  |  |  |  |  |  |  |  |  |  |  |
| 2009/10 | 2.ny.      | 5.  |  |  |  |  |  |  |  |  |  |  |  |  |  |  |  |  |  |  |  |  |  |  |
| 2010/11 | 2.ny.      | 7.  |  |  |  |  |  |  |  |  |  |  |  |  |  |  |  |  |  |  |  |  |  |  |
| 2011/12 | 2.ny.      | 5.  |  |  |  |  |  |  |  |  |  |  |  |  |  |  |  |  |  |  |  |  |  |  |
| 2012/13 | 2.ny.      | 6.  |  |  |  |  |  |  |  |  |  |  |  |  |  |  |  |  |  |  |  |  |  |  |
| 2013/14 | 2.         | 16. |  |  |  |  |  |  |  |  |  |  |  |  |  |  |  |  |  |  |  |  |  |  |
| 2014/15 | 3.ny.      | 5.  |  |  |  |  |  |  |  |  |  |  |  |  |  |  |  |  |  |  |  |  |  |  |
| 2015/16 | 3.ny.      | 5.  |  |  |  |  |  |  |  |  |  |  |  |  |  |  |  |  |  |  |  |  |  |  |
| 2016/17 | 3.ny.      | 18. |  |  |  |  |  |  |  |  |  |  |  |  |  |  |  |  |  |  |  |  |  |  |
| 2017/18 | nem indult |     |  |  |  |  |  |  |  |  |  |  |  |  |  |  |  |  |  |  |  |  |  |  |
| 2018/19 | Megye 1.   | 1.  |  |  |  |  |  |  |  |  |  |  |  |  |  |  |  |  |  |  |  |  |  |  |
| 2019/20 | Megye 1.   | 1.  |  |  |  |  |  |  |  |  |  |  |  |  |  |  |  |  |  |  |  |  |  |  |
| 2020/21 | 3.ny.      | 5.  |  |  |  |  |  |  |  |  |  |  |  |  |  |  |  |  |  |  |  |  |  |  |
| 2021/22 | 3.ny.      | 8.  |  |  |  |  |  |  |  |  |  |  |  |  |  |  |  |  |  |  |  |  |  |  |
| 2022/23 | 3.ny.      | 2.  |  |  |  |  |  |  |  |  |  |  |  |  |  |  |  |  |  |  |  |  |  |  |
| 2023/24 | 3.Ény.     | 1.  |  |  |  |  |  |  |  |  |  |  |  |  |  |  |  |  |  |  |  |  |  |  |
| 2024/25 | 2.         | 16. |  |  |  |  |  |  |  |  |  |  |  |  |  |  |  |  |  |  |  |  |  |  |
| 2025/26 | 3.Ény      |     |  |  |  |  |  |  |  |  |  |  |  |  |  |  |  |  |  |  |  |  |  |  |
|         |            |     |  |  |  |  |  |  |  |  |  |  |  |  |  |  |  |  |  |  |  |  |  |  |

## Magyar kupadöntők
- 1972: Ferencváros – Tatabánya 2-1
- 1985: Budapest Honvéd – Tatabánya 5-0
- 1999: Debreceni Vasutas Sport Club – Lombard FC Tatabánya 2-1

## Nemzetközi kupaszereplések

### UEFA Kupagyőztesek Európakupája (KEK)
| Szezon    | Kupa típusa                 | Kör    | Nemzetiség | Klub          | Itthon | Idegenben | Összesítésben |
| --------- | --------------------------- | ------ | ---------- | ------------- | ------ | --------- | ------------- |
| 1985-1986 | Kupagyőztesek Európa-kupája | 1. Kör | Ausztria   | SK Rapid Wien | 1-1    | 0-5       | 1-6           |

### UEFA Kupa
| Szezon    | Kupa típusa | Kör    | Nemzetiség    | Klub             | Itthon | Idegenben | Összesítésben |
| --------- | ----------- | ------ | ------------- | ---------------- | ------ | --------- | ------------- |
| 1981-1982 | UEFA Kupa   | 1. Kör | Spanyolország | Real Madrid CF   | 2-1    | 0-1       | 2-2(a)        |
| 1982-1983 | UEFA Kupa   | 1. Kör | Franciaország | AS Saint-Étienne | 0-0    | 1-4       | 1-4           |
| 1987-1988 | UEFA Kupa   | 1. Kör | Portugália    | Vitória SC       | 1-1    | 0-1       | 1-2           |
| 1988-1989 | UEFA Kupa   | 1. Kör | Németország   | VfB Stuttgart    | 2-1    | 0-2       | 2-3           |

### UEFA Intertotó Kupa
| Szezon | Kupa típusa         | Kör          | Nemzetiség      | Klub                        | Itthon | Idegenben | Összesítésben |
| ------ | ------------------- | ------------ | --------------- | --------------------------- | ------ | --------- | ------------- |
| 1963   | UEFA Intertotó Kupa | 5-ös Csoport | Hollandia       | Ajax Amsterdam              | 2-1    | 2-1       |               |
|        |                     | 5-ös Csoport | Franciaország   | AS Nancy                    | 4-0    | 2-1       |               |
|        |                     | 5-ös Csoport | Németország     | 1. FC Kaiserslautern        | 6-2    | 2-2       |               |
|        |                     | Negyeddöntő  | Svájc           | Servette FC                 | 6-0    | 0-1       | 6-1           |
|        |                     | Elődöntő     | Csehszlovákia   | RH Slovnaft Bratislava      | 1-2    | 1-1       | 2-3           |
| 1987   | UEFA Intertotó Kupa | 4-es Csoport | Dánia           | Næstved BK                  | 3-1    | 4-0       |               |
|        |                     | 4-es Csoport | Svájc           | AC Bellinzona               | 2-0    | 0-1       |               |
|        |                     | 4-es Csoport | Szlovákia       | DAC Dunaszerdahely          | 6-1    | 1-0       |               |
| 1988   | UEFA Intertotó Kupa | 4-es Csoport | Ausztria        | First Vienna FC             | 2-2    | 1-2       |               |
|        |                     | 4-es Csoport | Csehszlovákia   | FK Union Cheb               | 3-2    | 0-1       |               |
|        |                     | 4-es Csoport | Dánia           | Vejle BK                    | 0-0    | 1-1       |               |
| 1988   | UEFA Intertotó Kupa | 5-ös Csoport | Németország     | Lokomotive Leipzig          | 0-0    | 0-0       |               |
|        |                     | 5-ös Csoport | Svédország      | IFK Göteborg                | 5-3    | 3-3       |               |
|        |                     | 5-ös Csoport | Dánia           | Lyngby BK                   | 3-1    | 0-0       |               |
| 1990   | UEFA Intertotó Kupa | 7-es Csoport | Svájc           | FC Luzern                   | 3-4    | 2-3       |               |
|        |                     | 7-es Csoport | Szlovákia       | FC Nitra                    | 0-0    | 0-4       |               |
|        |                     | 7-es Csoport | Svédország      | Örebro SK                   | 1-1    | 1-5       |               |
| 1991   | UEFA Intertotó Kupa | 1-es Csoport | Svájc           | Neuchatel Xamax             | 0-3    | 0-5       |               |
|        |                     | 1-es Csoport | Szlovákia       | ŠK Slovan Bratislava        | 2-1    | 2-4       |               |
|        |                     | 1-es Csoport | Svédország      | Malmö FF                    | 1-1    | 0-0       |               |
| 2000   | UEFA Intertotó Kupa | 1. Kör       | Feröer-szigetek | HB Tórshavn                 | 3-0    | 4-0       | 7-0           |
|        |                     | 2. Kör       | Horvátország    | HNK Cibalia                 | 3-2    | 0-0       | 3-2           |
|        |                     | 3. Kör       | Oroszország     | FK Zenyit Szankt-Petyerburg | 1-2    | 1-2       | 2-4           |
| 2001   | UEFA Intertotó Kupa | 1. Kör       | Örményország    | FC Shirak                   | 2-3    | 3-1       | 5-4           |
|        |                     | 2. Kör       | Moldova         | Tiligul Tiraspol            | 4-1    | 1-1       | 5-2           |
|        |                     | 3. Kör       | Olaszország     | Brescia Calcio              | 1-1    | 1-2       | 2-3           |

### Közép-európai kupa
| Szezon    | Kupa típusa        | Kör          | Nemzetiség | Klub               | Itthon | Idegenben | Összesítésben |
| --------- | ------------------ | ------------ | ---------- | ------------------ | ------ | --------- | ------------- |
| 1959-1960 | Közép-európai kupa |              | TCH        | Inter Bratislava   | 2-1    | 3-3       |               |
| 1966-1967 | Közép-európai kupa | Nyolcaddöntő | AUT        | Wacker Innsbruck   | 1-0    | 2-1       | 3-1           |
|           |                    | Negyedddöntő | ITA        | Fiorentina         | 1-1    | 0-1       | 1-2           |
| 1967-1968 | Közép-európai kupa | Nyolcaddöntő | TCH        | Inter Bratislava   | 3-1    | 0-7       | 3-8           |
| 1968-1969 | Közép-európai kupa | Nyolcaddöntő | TCH        | Union Teplice      | 3-3    | 0-3       | 0-6           |
| 1972-1973 | Közép-európai kupa | Csoportkör   | YUG        | Dinamo Zagreb      | 1-0    | 0-1       |               |
|           |                    | Csoportkör   | ITA        | Bologna            | 3-0    | 2-1       |               |
|           |                    | Döntő        | YUG        | Čelik Zenica       | 2-1    | 2-1       | 4-2           |
| 1973-1974 | Közép-európai kupa | Csoportkör   | AUT        | Vorwerk Vorarlberg | 5-2    | 1-0       |               |
|           |                    | Csoportkör   | ITA        | Vicenza            | 1-0    | 1-1       |               |
|           |                    | Döntő        | TCH        | MŠK Žilina         | 3-2    | 2-0       | 5-2           |
| 1974-1975 | Közép-európai kupa | Csoportkör   | YUG        | NK Rijeka          | 3-1    | 3-1       |               |
|           |                    | Csoportkör   | AUT        | Wacker Innsbruck   | 1-4    | 0-1       |               |

## Híres játékosok
* a félkövérrel írt játékosok rendelkeznek felnőtt válogatottsággal.
Olimpiai bajnokok:
- Csernai Tibor, 1964
- Gelei József, 1964
- Menczel Iván, 1968
- Szepesi Gusztáv, 1968

Olimpiai ezüstérmesek:
- Rothermel Ádám, 1972
- Tóth Kálmán, 1972

Magyar bajnoki gólkirályok:
- Kiprich József (1984-85, 18 góllal, Détári Lajossal holtversenyben)

Közelmúltbeli játékosok:
- Ezequiel Agüero (argentin születésű malajziai válogatott játékos)
- Jórgosz Pelajíasz (ciprusi válogatott játékos)
- Alen Bajkuša (bosnyák származású hongkongi válogatott játékos)
- Vukašin Poleksić (jugoszláv és montenegrói válogatott játékos)
- Dorge Rostand Kouemaha (kameruni bő válogatott-kerettag, az FC Bruges jelenlegi játékosa)
- Ilir Nallbani (koszovói válogatott játékos, a KF Besa Pejë jelenlegi játékosa)
- Tommaso Rocchi (olasz válogatott játékos)
- Kamil Kopúnek (szlovák válogatott játékos)
- Németh Krisztián (szlovák válogatott játékos)
- Lakatos Károly
- Vincze István
- Csapó Károly
- Plotár Gyula
- Márkus Tibor
- Mátyus János (34-szeres magyar válogatott labdarúgó)

## Vezetőedzők
- Hermann Imre 1952
- Kléber Gábor 1952
- Király Tivadar 1953
- Balogh Sándor 1953–1954
- Bödecs József 1954
- Kléber Gábor 1955–1956
- Lakat Károly 1957–1962
- Grosics Gyula 1963
- Kléber Gábor 1964‑1965
- Hidegkuti Nándor 1966
- Hári László 1967‑1968
- Szűcs György 1968–1969
- Lakat Károly 1970–1974
- Gelei József 1974–1975
- Monostori Tivadar 1975
- Moór Ede 1975–1976
- Monostori Tivadar 1977–1979
- Szentmihályi Antal 1979–1980
- Lakat Károly 1980–1982
- Dalnoki Jenő 1982–1984
- Bacsó István 1984–1985
- Lakat Károly 1985
- Temesvári Miklós 1985–1988
- Szentmihályi Antal 1988–1990
- Tornyi Barnabás 1990–1991
- Rákosi Gyula 1991–1992
- Csapó Károly 1992–1993
- Ferling Béla 1993–1995
- Hegyi Imre 1995
- Szepessy László 1995–1996
- Horváth Pál 1996
- Mezei József 1996
- P. Nagy László 1996–1997
- Schmidt István mb. 1997
- Szentmihályi Antal 1997
- Ebedli Ferenc 1997–1998
- Tóth Bálint 1998–1999
- Kiprich József 1999–2001
- Ebedli Ferenc 2001
- Kovács László 2001–2002
- P. Nagy László 2002
- Török József 2002–2003
- Mészáros Ferenc 2003
- Török József 2003
- Détári Lajos 2003–2004
- Sisa Tibor 2004–2007
- Tornyi Barnabás 2007
- Mészáros Ferenc  2007
- Borbély László  2007
- Octavio Zambrano és
 Dajka László 2008-2009
- P. Nagy László 2009-2011
- Kiprich József 2011–2012
- Csertői Aurél 2012–2013
- P. Nagy László 2013
- Bozsik Péter 2013–2014
- Plotár Gyula 2014
- Miskei Attila 2014–2015
- P. Nagy László 2015
- Bruno Giordano 2015–2016
- Várhidi Péter 2016[2]
- P. Nagy László 2016–2019
- Bekő Balázs  2019–2022
- Gyürki Gergely  2022–2025[3]
- Klausz László  2025

## A szurkolók
Tatabánya város majd 75.000 fős lakosságának ellenére a hazai mérkőzésekre nagyon kevés ember jár ki szurkolni, lévén a klub hosszú évek óta alacsonyabb osztályokban szerepelt. Az elmúlt években a rekord az Újpest elleni Magyar Kupa mérkőzésen 2023-ban az 5.000 fő volt, a bajnoki mérkőzéseken 500-1.000 fő aki kilátogat a mérkőzésekre.
A csapatnak két szurkolótábora van:
A Turul Ultrái (rövidítve: TU) 2000-ben alakult, miután az FC Tatabánya hosszú idő után ismét a legfelső osztályban szerepelhetett. Ekkor négy fiatal szervezkedni kezdett, elismerten azzal a céllal, hogy valami újat vigyen az amúgy a B-közepes szurkolás szintjén ragadt tatabányai szurkolói életbe. Kezdetben az akkor még stadion problémák miatt Csepelen játszó Tatabánya mérkőzésein csupán kisebb, a csapatot éltető rigmusokat énekeltek, a hozzájuk mérkőzés közben csatlakozó többi lelkes szurkolóval. Ez a kezdeményezés aztán több helyi fiatal számára megtetszett, ezáltal az ultrák létszáma gyarapodni kezdett. 
A Turul Ultrái csoport fénykorát akkor élte, amikor a Tatabánya FC 2005-ben visszajutott az élvonalba, illetve jelenleg ők az országosan is jegyzett tatabányai szurkolói csoport.
Bár az évek során számtalan szurkolói csoport alakult a városban (Blue White Ultras, Turul Fanatic, Veteráni Maradék), ezek a csoportok soha nem voltak hosszú életűek, és egy-két szezont követően feloszlottak. Tagjaik egy része csatlakozott a Turul Ultráihoz, mások eltávolodtak a labdarúgástól.
2023-ban csatlakozott a lelátói élethez a Turul Front nevezetű csoport, mely addig csak a válogatott mérkőzéseken képviseltette magát szervezett formában. A Turul Ultráival közösen a tatabányai szurkolói élet újból szervezésébe kezdtek, melynek eredményeképpen mindkét csoport egyre nagyobb létszámban jelenik meg a mérkőzéseken és több alkalommal készültek látványelemek is a mérkőzésekre. 
A két csoport közösen dönt a kérdésekben, azonban a Turul Ultrái véleménye az irányadó, lévén közel 25 éve tevékenykednek a lelátón, túlélve a megyei osztályban töltött éveket is.

## Tatabánya FC Himnusz
2006-ig a "Tatabánya, Hajrá" című, az 1970-es években szerzett nóta volt az indulója.
2006-ban a Bányász All Star együttes új indulót szerzett "Hajrá Bányász" címen.
A szöveget Jurásek D. írta, míg a zene szerzésében közreműködött szintén Jurásek D., Jurásek B. és Kreisz J. .

## Külső hivatkozások
- A klub hivatalos oldala magyarul
- Nem hivatalos oldal